# 马西-韦里耶尔站
马西-韦里耶尔站（法語：Gare de Massy - Verrières），是法国的一个铁路车站，属于大区快铁B线B4支线和大区快铁C线C2支线，位于埃松省马西，属于第四收费区（法語：Zone 4）。本站亦服务于韦里耶尔勒比松。

## 历史
- 1854年7月29日，开通使用。
- 1886年10月18日，巴黎大环线铁路开始使用本站。
- 1977年12月9日，大区快铁B线开始使用本站。
- 1979年9月26日，大区快铁C线开始使用本站。